# Antoine Terrasson
Pour les articles homonymes, voir Terrasson.
Antoine Terrasson, né à Paris le 1er novembre 1705 et mort le 30 octobre 1782, est un érudit français.
Fils de Mathieu Terrasson et neveu de l'abbé Jean Terrasson, il fut comme son père avocat au Parlement de Paris, reçu en 1727, conseiller au conseil souverain de Dombes et chancelier de la principauté de Dombes. Il fut nommé censeur royal en 1750. Il fut avocat du clergé de France en 1753 et professeur de droit canonique au Collège royal en 1754.
En 1762, il publie un ouvrage intitulé Histoire de l'emplacement de l'ancien hôtel de Soissons. En 1771, Pierre Bouquet, historiographe de la ville de Paris, fait paraître anonymement un ouvrage intitulé : Mémoire historique et critique sur la topographie de Paris. Il y fait la critique de l’Histoire de l'emplacement de l'ancien hôtel de Soissons : « Ce Mémoire, rédigé contre l'archevêque de Paris, au sujet d'une contestation relative à la vente des terrains de l'hôtel de Soissons, offre de nombreux et curieux extraits d'anciens registres [...]. Les arguments invoqués par l'auteur, tournent souvent contre l'opinion qu'ils sont appelés à soutenir ou n'y ont qu'un rapport très indirect, ce qui n'infirme en rien leur authenticité. » 
En 1772, Antoine Terrasson publie, contre l'ouvrage de Bouquet, une Réfutation d'un Mémoire prétendu historique et critique dans lequel le bibliothécaire et historiographe de la ville de Paris a attaqué l'Histoire de l'emplacement de l'ancien hôtel de Soissons. La même année, Bouquet rétorque à nouveau par une Réplique à la prétendue réfutation du mémoire historique et critique sur la topographie de Paris. 

## Publications
- Dissertation historique sur la vielle, 1741
- Histoire de la jurisprudence romaine, Lyon et Paris, 1750, in-folio
- Histoire de l'emplacement de l'ancien hôtel de Soissons, Paris, Ve Simon, 1762, in-4° et Paris, Imp. Lottin Aîné, 1771
- Mélanges d'histoire, de littérature, de jurisprudence littéraire, 1768
- Réfutation d'un Mémoire prétendu historique et critique, 1772, in-4°
- Addition à la réfutation du mémoire prétendu historique et critique, sur la topographie de Paris, donné par l'historiographe de la ville